# Josefina Pla
Pour les articles homonymes, voir Pla.
Josefina Pla, née le 9 novembre 1903 à Los Lobos) dans les îles Canaries en Espagne et morte le 11 janvier 1999 à Asuncion au Paraguay, est une écrivaine, céramiste et présentatrice de radio paraguayenne d’origine espagnole.
Elle a écrit de la poésie, des essais et des contes et a eu une grande influence sur les intellectuels paraguayens. Elle a gagné différents prix et a défendu l'égalité entre les sexes.

## Biographie
Maria Josefina Teodora Plá Guerra Galvany, connue sous le nom de Josefina Plá, est née le 9 novembre 1909 à l'Île de Lobos, dans les Canaries, en Espagne.
Enfant, elle commence à écrire. En 1923, Plá publie anonymement sa première poésie dans un journal, ce qui a plu à son père qui ne savait pas que c'était la sienne. En 1924, alors qu'elle est en vacances avec sa famille à La Vila Joiosa, dans la province d'Alicante, elle rencontre un sculpteur paraguayen Andres Campos Cervera (signant ses œuvres Julián de la Herrería). Ils se marient en décembre 1926, puis s'installent au Paraguay.
Ils vivent ensuite entre le Paraguay et l'Espagne. Julián de la Herrería meurt à Valence, en Espagne, en 1937. Josefina Plá revient s'installer au Paraguay un an plus tard, et y devient une figure centrale d'un mouvement artistique postmoderniste. Elle se consacre en effet à l'écriture (poésie, narration, théâtre, et histoire sociale et culturelle du Paraguay), à la critique artistique dans des journaux, à la sculpture et céramique et à la peinture.
Dans les années 1950, elle cofonde le Groupe d'art nouveau (Grupo Arte Nuevo) avec d'autres artistes, dont Olga Blinder et Joao Rossi. L’Académie française lui décerne le prix Mottart en 1987.
En 1994, elle reçoit la Médaille d'or du mérite des beaux-arts par le Ministère espagnol de l'Éducation, de la Culture et des Sports.
Elle meurt en 1999, à Asuncion, au Paraguay.

## Œuvres
- 1934 : El precio de los sueños
- 1942 : Aquí no ha pasado nada
- 1968 : El polvo enamorado
- 1969 : Historia de un número
- 1970 : The British in Paraguay, 1850 - 1870 (translated by B.C. McDermot)
- 1977 : Fiesta en el río
- 1977 : Antología poética
- 1981 : El espejo y el canasto
- 1982 : Tiempo y tiniebla
- 1984 : Cambiar sueños por sombras
- 1987 : La llama y la arena
- 1989 : La muralla robada
- 1998 : Las Artesanías en el Paraguay